# Heinrich Wilhelm Brandes
Heinrich Wilhelm Brandes (Cuxhaven, 27 luglio 1777 – Lipsia, 17 maggio 1834) è stato un fisico, meteorologo e astronomo tedesco.

## Biografia
Brandes studiò presso l'Università di Gottinga dal 1796 al 1798 con Abraham Gotthelf Kästner e Georg Christoph Lichtenberg. Conseguì il dottorato nel 1800.
Nel 1811 fu professore di matematica presso l'Università di Breslavia, e successivamente nel 1826 professore di fisica presso l'Università di Lipsia.
Nel 1820 pubblicò le carte meteorologiche in Beiträgen zur Witterungskunde. Fu considerato il fondatore della meteorologia sinottica. Nel 1824 sviluppò un nuovo metodo per calcolare la costante di Eulero.

## Opere
- Versuche, die Entfernung, die Geschwindigkeit und die Bahnen der Sternschnuppen zu bestimmen (con Johann Friedrich Benzenberg; 1800)
- Die vornehmsten Lehren der Astronomie in Briefen an eine Freundin dargestellt (4 vol, 1811–16)
- Untersuchungen über den mittleren Gang der Wärmeänderungen durchs ganze Jahr; über gleichzeitige Witterungs – Ereignisse in weit voneinander entfernten Weltgegenden; über die Formen der Wolken, die Entstehung des Regens und der Stürme; und über andere Gegenstände der Witterungskunde (1820)